# Geografia da Terra Média
A geografia da Terra Média abrange os aspectos físicos, políticos e morais da geografia do continente fictício Terra Média, criado por J. R. R. Tolkien, situado no planeta Arda, frequentemente interpretado como englobando toda a criação (Eä) e os escritos de Tolkien sobre ela. Arda foi criada como um mundo plano, incorporando um continente ocidental, Aman, lar dos divinos Valar, e a Terra Média. No final da Primeira Era, a parte ocidental da Terra Média, Beleriand, foi submersa durante a Guerra da Ira. Na Segunda Era, a grande ilha de Númenor foi criada no Grande Mar, Belegaer, entre Aman e a Terra Média, mas foi destruída em um cataclismo próximo ao fim dessa era, quando Arda foi remodelada como um mundo esférico, e Aman foi removido, ficando inacessível aos Homens.
Em O Senhor dos Anéis, a Terra Média no final da Terceira Era é descrita como composta por povos livres, como Homens, Hobbits, Elfos e Anães no Oeste, em oposição aos povos sob o controle do Senhor do Escuro Sauron no Leste. Alguns comentadores interpretam isso como uma geografia moral da Terra Média. Estudiosos de Tolkien identificaram influências literárias, como Beowulf, a Edda Poética e o mítico Myrkviðr [en]. Além disso, sugeriram analogias com locais reais, como Veneza, Roma e Constantinopla/Bizâncio. A cartógrafa Karen Wynn Fonstad [en] criou mapas temáticos detalhados para as principais obras de Tolkien sobre a Terra Média: O Hobbit, O Senhor dos Anéis e O Silmarillion.

## Cosmologia

A Queda de Númenor e a Transformação do Mundo. Na Primeira Era, os Elfos viviam em Beleriand. Na Primeira e Segunda Eras, Valinor ficava além do mar, Belegaer, a partir da Terra Média, com Númenor entre eles durante a maior parte da Segunda Era. No final da Segunda Era, Númenor foi destruída, e Valinor foi removida de Arda. Os contornos dos continentes são meramente esquemáticos.

A Terra Média de Tolkien fazia parte de seu mundo criado, Arda, um mundo plano cercado por oceanos. Incluía as Terras Imortais de Aman e Eressëa, partes da criação mais ampla, Eä. Aman e a Terra Média eram separados pelo Grande Mar Belegaer, análogo ao Oceano Atlântico. O continente ocidental, Aman, era o lar dos Valar e dos Elfos chamados Eldar. Inicialmente, a parte ocidental da Terra Média era o subcontinente Beleriand, que foi submerso ao final da Primeira Era. Ossë, em nome dos Valar, ergueu então a ilha de Númenor como um presente para os Homens de Beleriand, doravante chamados Númenorianos.
Após Eru Ilúvatar destruir Númenor no final da Segunda Era, ele remodelou Arda como um mundo esférico, e as Terras Imortais foram removidas, ficando inacessíveis aos Homens. Os Elfos só podiam alcançá-las pelo Estrada Reta em navios capazes de sair da esfera terrestre. Tolkien equiparou Arda, composta pelo planeta da Terra Média e pelo celestial Aman, ao Sistema Solar, com o Sol e a Lua como corpos celestes próprios, não mais orbitando a Terra.

## Geografia física

Mapa do noroeste da Terra Média no final da Terceira Era, mostrando Eriador (esquerda) e Rhovanion (direita). Na extrema esquerda estão Lindon e as Montanhas Azuis, tudo o que restou de Beleriand após a Guerra da Ira.

### Beleriand, Lindon
Na Primeira Era, o extremo oeste da Terra Média era Beleriand, separado do sul da Terra Média pelo Grande Golfo. Beleriand foi amplamente destruído no cataclismo da Guerra da Ira, restando apenas a planície costeira de Lindon, a oeste das Ered Luin (também chamadas Ered Lindon ou Montanhas Azuis). O cataclismo dividiu Ered Luin e Lindon pelo recém-criado Golfo de Lune, com Forlindon ao norte e Harlindon ao sul.

### Eriador
No noroeste da Terra Média, Eriador era a região entre as Ered Luin e as Montanhas Sombrias. No início da Terceira Era, o reino do norte, Arnor, fundado por Elendil, ocupava grande parte da região. Após seu colapso, grande parte de Eriador tornou-se selvagem; áreas como Minhiriath, na costa ao sul do Rio Baranduin (Brandevin), foram abandonadas. Uma pequena parte da região foi ocupada por Hobbits, formando o Condado. Ao noroeste, ficava o Lago Evendim, outrora chamado Nenuial pelos Elfos. Uma porção da antiga floresta de Eriador sobreviveu durante a Terceira Era, a leste do Condado, como a Floresta Velha, domínio de Tom Bombadil. A nordeste, encontra-se Bree, o único lugar onde Hobbits e Homens vivem nos mesmos vilarejos. Mais a leste, está a colina de Weathertop, com a antiga fortaleza de Amon Sûl, seguida por Valfenda, lar de Elrond. Ao sul, fica a antiga terra de Hollin, outrora o reino élfico de Eregion, onde os Anéis de Poder foram forjados. Nos Portos Cinzentos (Mithlond), no Golfo de Lune, Círdan construía os navios com os quais os Elfos partiam da Terra Média para Valinor.

### Montanhas Enevoadas
As Montanhas Sombrias foram erguidas pelo Senhor do Escuro Melkor na Primeira Era para impedir Oromë, um dos Valar, que frequentemente cavalgava pela Terra Média caçando. O reino dos Anães de Moria foi construído na Primeira Era sob o centro da cadeia montanhosa. Os dois principais passos através das montanhas eram o Passo Alto ou Passo de Imladris, perto de Valfenda, com rotas alta e baixa, e o Passo de Chifre Vermelho, mais ao sul, perto de Moria, acessível durante todo o ano.

### Rhovanion
A leste das Montanhas Sombrias, o Anduin, o Grande Rio, corre para o sul, com a floresta de Trevamata a leste. Na margem oeste, oposta ao extremo sul da Floresta das Trevas, está o reino élfico de Lothlórien. Mais ao sul, próximo às Montanhas Sombrias, fica a floresta de Fangorn, lar dos gigantes arbóreos, os Ents. Em um vale no extremo sul das Montanhas Sombrias, está Isengard, residência do mago Saruman.

### Terras do Sul
Ao sul de Fangorn e Isengard, encontra-se a vasta terra gramada dos Cavaleiros de Rohan [en], que fornecem cavalaria ao seu vizinho do sul, Gondor. O Rio Anduin passa pelas colinas de Emyn Muil, pelas enormes estátuas rochosas do Argonath, pelas perigosas corredeiras de Sarn Gebir e pelas Quedas de Rauros, entrando em Gondor. A fronteira de Gondor com Rohan é formada pelas Ered Nimrais, as Montanhas Brancas, que se estendem de leste a oeste, do mar até um ponto próximo ao Anduin, onde fica a capital de Gondor, Minas Tirith.
Do outro lado do rio, a leste, está a terra de Mordor, delimitada ao norte pelas Ered Lithui, as Montanhas de Cinza, e a oeste pelas Ephel Duath, as Montanhas da Sombra. Entre essas duas cadeias, no extremo noroeste de Mordor, estão os Portões Negros da Morannon. Na junção entre as duas cadeias, encontra-se a Planície Vulcânica de Gorgoroth, com o alto vulcão Orodruin, ou Monte da Perdição, onde o Senhor do Escuro Sauron forjou o Um Anel. A leste do monte, está a Torre Sombria de Sauron, Barad-dûr.
Ao sul de Gondor e Mordor, estão Harad e Khand.

### Terras do Leste
A leste de Rhovanion e ao norte de Mordor, fica o Mar de Rhûn, lar dos Easterlings. Ao norte, estão as Colinas de Ferro dos Anães de Dáin; entre estas e a Floresta das Trevas, está Erebor, outrora lar do dragão Smaug e, posteriormente, dos Anães de Thorin. As vastas terras a leste de Rhûn e ao sul e leste de Harad não são descritas nas histórias, que se passam no noroeste da Terra Média.

## Mapeamento temático
Os eventos de O Hobbit e O Senhor dos Anéis ocorrem no noroeste do continente da Terra Média. Ambas as jornadas começam no Condado, seguem para o leste através das terras selvagens de Eriador até Valfenda, atravessam as Montanhas Sombrias e prosseguem pelas terras de Rhovanion ou Terra Selvagem, a leste dessas montanhas, antes de retornarem ao Condado. A cartógrafa Karen Wynn Fonstad elaborou O Atlas da Terra Média para esclarecer e mapear as duas jornadas – de Bilbo Bolseiro em O Hobbit e de Frodo Bolseiro em O Senhor dos Anéis – além dos eventos descritos em O Silmarillion. O editor de Tolkien Studies, David Bratman [en], observa que o atlas fornece mapas históricos, geológicos e de batalhas, com comentários detalhados e explicações sobre como Fonstad abordou a tarefa de mapeamento com base nas evidências disponíveis. Michael Brisbois, também em Tolkien Studies, descreve o atlas como "autorizado". Os cartógrafos Ina Habermann e Nikolaus Kuhn consideram os mapas de Fonstad como definidores da geografia da Terra Média.
O estudioso de Tolkien, Stentor Danielson, observa que Tolkien não forneceu uma "história textual elaborada" para contextualizar seus mapas, como fez com seus escritos. Danielson sugere que isso incentivou os fãs de Tolkien a tratarem seus mapas como "fatos geográficos". Ele considera o atlas de Fonstad "magistral" e comenta que, assim como Tolkien, Fonstad partiu da premissa de que os mapas, como os textos, são "fatos objetivos" que o cartógrafo deve reconciliar completamente. Ele cita como exemplo o trabalho de Fonstad para tornar a jornada da companhia de Thorin em O Hobbit consistente com o mapa, algo que o próprio Tolkien não conseguiu fazer. Danielson destaca que Fonstad criou "o conjunto mais abrangente" de mapas temáticos da Terra Média, apresentando dados geográficos como fronteiras políticas, clima, densidade populacional e rotas de personagens e exércitos.

## Geografia política
No final da Terceira Era, grande parte do noroeste da Terra Média é selvagem, com vestígios de cidades e fortalezas em ruínas de civilizações anteriores entre montanhas, rios, florestas, colinas, planícies e pântanos. As principais nações em O Senhor dos Anéis são Rohan e Gondor, do lado dos Povos Livres, e Mordor e seus aliados Harad (Sulistas) e Rhûn (Orientais), do lado do Senhor do Escuro. Gondor, outrora extremamente poderosa, está, nessa época, muito reduzida em alcance, tendo perdido o controle de Ithilien (fronteira com Mordor) e do Gondor do Sul (fronteira com Harad). Quase esquecido pelo resto do mundo, está o Condado, uma pequena região no noroeste da Terra Média habitada por Hobbits em meio às terras abandonadas de Eriador.

## Análise

### Geografia moral
Com os "Sulistas" de Harad, Tolkien, na visão de John Magoun, em J. R. R. Tolkien Encyclopedia, construiu uma "geografia moral" plenamente expressa. Essa geografia vai da casa dos Hobbits no Noroeste, o mal no Leste e a "sofisticação e decadência imperial" no Sul. Magoun explica que Gondor é ao mesmo tempo virtuoso, por estar no Oeste, e problemático, por estar no Sul; Mordor, no Sudeste, é infernal, enquanto Harad, no extremo Sul, "regride à selvageria quente". Steve Walker também fala da "geografia moral" de Tolkien, descrevendo o Norte como "bárbaro", o Sul como a "região da decadência", o Leste como "perigo" e também o "local de aventura", o Oeste como "segurança" (e o extremo Oeste como "segurança suprema") e o Noroeste como a "insularidade especificamente inglesa" onde os Hobbits do Condado vivem "em satisfação provinciana".
Jared Lobdell [en] escreve sobre a importância do Norte e do Oeste e seus opostos. Ele descreve o "mito dominante" de O Senhor dos Anéis como sendo o do Oeste, afirmando que, se o Oeste representa o Paraíso, o Leste, pelo menos em parte, representa o Inferno, embora a simetria seja incompleta. A assimetria decorre do fato de que o Oeste abrange tanto a submersa e desaparecida Númenor quanto as Terras Imortais do extremo Oeste, na Terceira Era "além dos círculos do Mundo" e inalcançáveis, exceto pelo Estrada Reta. A Terra Média está, então, no meio, entre o elaborado Oeste e o Leste comum do planeta Arda. A concepção de Tolkien do Oeste, segundo Lobdell, deriva de Hy Breasail, as Ilhas dos Bem-Aventurados na mitologia celta; da submersa Lyonesse, que, segundo a lenda, fazia parte da Inglaterra; e das histórias celtas de Immram, as viagens ao Oeste nessa mitologia. Númenor, na forma da Ilha de Elenna, será elevada novamente no fim do mundo: não faz parte da Terra Média. O Norte, escreve Lobdell, preserva a memória do Oeste, assim como preserva o mal antigo na forma de Velho Salgueiro e nas criaturas tumulares.
| Oeste                          | Oeste                            | Meio        | Leste                      |
| ------------------------------ | -------------------------------- | ----------- | -------------------------- |
| Terras Imortais (inacessíveis) | Númenor (submersa; será elevada) | Terra Média | O Leste geográfico de Arda |

Mapa interativo com links da geografia moral da Terra Média, segundo John Magoun.

Outros estudiosos, como Walter Scheps e Isabel G. MacCaffrey, notaram as "dimensões espaciais e morais" da Terra Média, embora não exatamente como Magoun. Para eles, Norte e Oeste são geralmente bons, enquanto Sul e Leste são maus. Isso posiciona o Condado e os Portos Cinzentos dos Elfos no Noroeste como claramente bons, e Mordor no Sudeste como claramente mau; Gondor, no Sudoeste, é moralmente ambivalente, refletindo os personagens de Boromir e Denethor. Eles observam ainda que os quatro quadrantes do Condado, ou "Quartos", servem como um "microcosmo" da geografia moral da Terra Média como um todo: assim, os malignos Cavaleiros Negros aparecem primeiro no Quartel Leste, enquanto os homens de Saruman, outrora bom mas corrompido, chegam ao Quartel Sul. J. K. Newman compara a busca aventureira por Mordor com “a tentação perpétua sentida no Ocidente de ‘manter o maravilhoso Oriente sob controle’” (citando Wordsworth em Veneza), em uma tradição que ele remonta a Heródoto e ao mito do Velo de ouro.

### Origens

Influências clássicas, medievais e modernas sobre a geografia da Terra Média. Todas as localizações são aproximadas.

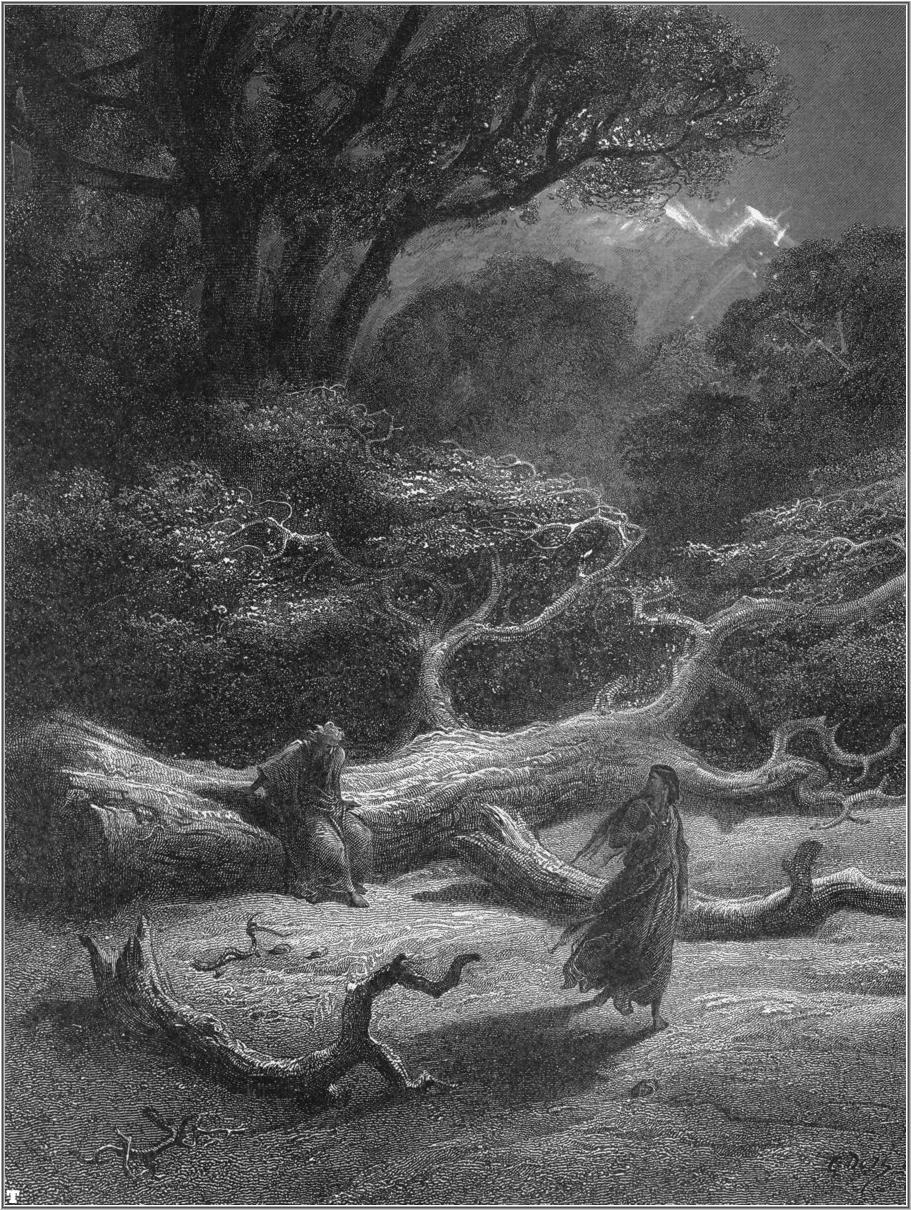
Tolkien tomou emprestado o nome arturiano Brocéliande para uma versão inicial de Beleriand. Ilustração de 1868 por Gustave Doré.

Estudiosos de Tolkien, como John Garth [en], rastrearam muitas características da Terra Média a fontes literárias ou lugares reais. Alguns locais da Terra Média podem ser associados a um único lugar no mundo real, enquanto outros têm múltiplas origens propostas. As fontes são diversas, abrangendo elementos clássicos, medievais e modernos [en]. Outros elementos estão relacionados à poesia em inglês antigo [en]: várias tradições de Rohan, em particular, podem ser rastreadas até Beowulf, no qual Tolkien era especialista.
Alguns nomes de lugares da Terra Média foram baseados no som de nomes literários; assim, Beleriand foi inspirado em Broceliand do romance medieval. Tolkien experimentou vários nomes inventados em busca do som certo [en], no caso de Beleriand, incluindo Golodhinand, Noldórinan ("vale dos Noldor"), Geleriand, Bladorinand, Belaurien, Arsiriand, Lassiriand e Ossiriand (usado posteriormente para a parte mais oriental de Beleriand). Os Elfos foram associados à mitologia celta. A Batalha dos Campos do Pelennor tem paralelos com a Batalha dos Campos Cataláunicos. As Montanhas Sombrias derivam da Edda em verso, onde o protagonista de Skírnismál menciona montanhas nebulosas povoadas por orcs e gigantes, enquanto seu caráter foi parcialmente inspirado pelas viagens de Tolkien nos Alpes suíços em 1911. A Floresta das Trevas baseia-se no Myrkviðr, a visão romântica das florestas escuras do Norte. Estudiosos compararam Gondor a Bizâncio (Istambul medieval), enquanto Tolkien a associou a Veneza. Os Corsários de Umbar foram ligados aos Corsários da Barbária da Idade Média tardia. Númenor ecoa a mítica Atlântida descrita por Platão.
Sobre as origens de sua narrativa e o papel da cartografia [en] nela, Tolkien afirmou em uma carta:
| “ | Eu sabiamente comecei com um mapa e fiz a história se ajustar (geralmente com cuidado meticuloso com as distâncias). O contrário leva a confusões e impossibilidades, e, de qualquer forma, é um trabalho cansativo compor um mapa a partir de uma história. | ” |

Escrevendo em Mythlore, Jefferson P. Swycaffer [en] sugeriu que as situações políticas e estratégicas de Gondor e Mordor no Cerco de Gondor eram "análogas a Constantinopla enfrentando a forma retangular da Ásia Menor"; que "Dol Amroth é uma bela Veneza"; que os Rohirrim e suas terras de pastagem são comparáveis ao "Hungria dos Magiares, que eram aliados fracos de Constantinopla Bizantina"; e que os Corsários de Umbar lembravam os Piratas da Barbária que serviam a Maomé II, o Conquistador.
O linguista David Salo [en] escreve que Gondor lembra "um tipo de Bizâncio em decadência"; seu inimigo pirata, Umbar, é como a marítima Cartago; os Sulistas (de Harad) são "semelhantes a árabes"; e os Orientais "sugerem Sármatas, Hunos e Ávaros".

### Geomorfologia
O geólogo Alex Acks, escrevendo para a Reactor [en], destaca discrepâncias entre os mapas de Tolkien e os processos de tectônica de placas que moldam os continentes e cadeias de montanhas da Terra. Acks comenta que nenhum processo natural cria junções em ângulo reto em cadeias montanhosas, como as vistas ao redor de Mordor e nas extremidades das Montanhas Sombrias nos mapas de Tolkien. Além disso, os rios de Tolkien não se comportam como rios naturais, formando riachos regularmente ramificados em bacias de drenagem demarcadas por terrenos elevados.

### J. R. R. Tolkien
1. ↑  (Carpenter 2023, 31)
2. ↑  (Tolkien 1954a, livro 1, cap. 6 "A Floresta Velha")
3. ↑  (Tolkien 1955, livro 6, cap. 9 "Os Portos Cinzentos", e Apêndice B)
4. ↑  (Tolkien 1977, cap. 3 "Da Chegada dos Elfos e do Cativeiro de Melkor")
5. ↑  (Tolkien 1980, pp. 271, 281)
6. ↑  (Tolkien 1937, p. 105)
7. ↑  (Tolkien 1986, "Comentário sobre o Canto I")
8. ↑  (Carpenter 2023, #306 para Michael Tolkien, 1967)
9. ↑  (Carpenter 2023, #168 para R. Jeffrey, setembro de 1955)
10. ↑  (Carpenter 2023, #131 para Milton Waldman, c. 1951, #154 para Naomi Mitchison, 25 de setembro de 1954, #156 rascunho para Robert Murray, 4 de novembro de 1954, #227 para Mrs E. C. Ossen Drijver, 5 de janeiro de 1961)
11. ↑  (Carpenter 2023, #144 para Naomi Mitchison, 25 de abril de 1954)

- Carpenter, Humphrey (2023). The Letters of J. R. R. Tolkien [As Cartas de J. R. R. Tolkien]. London: HarperCollins. ISBN 978-0-00-862770-6
- Tolkien, J. R. R. (1954a). The Lord of the Rings: The Fellowship of the Ring [O Senhor dos Anéis: A Sociedade do Anel]. Boston: Houghton Mifflin. OCLC 9552942
- Tolkien, J. R. R. (1955). The Lord of the Rings: The Return of the King [O Senhor dos Anéis: O Retorno do Rei]. Boston: Houghton Mifflin. OCLC 519647821
- Tolkien, J. R. R. (1977).  Tolkien, Christopher, ed. The Silmarillion [O Silmarillion]. Boston: Houghton Mifflin. ISBN 978-0-395-25730-2
- Tolkien, J. R. R. (1980).  Tolkien, Christopher, ed. Unfinished Tales [Contos Inacabados]. Boston: Houghton Mifflin. ISBN 978-0-395-29917-3
- Tolkien, J. R. R. (1986).  Tolkien, Christopher, ed. The Shaping of Middle-earth [A formação da Terra Média]. Boston: Houghton Mifflin. ISBN 978-0-395-42501-5